# Daniel Irimiciuc
Daniel Irimiciuc   (Iași, 9 de maig de 1949) és un tirador d'esgrima romanès, ja retirat, especialista en sabre, que va competir durant la dècada de 1970.
El 1972 va prendre part en els Jocs Olímpics d'Estiu de Munic, on va disputar dues proves del programa d'esgrima. Fou quart en la prova de sabre per equips, mentre en la sabre individual quedà eliminat en sèries. Quatre anys més tard, als Jocs de Montreal, guanyà la medalla de bronze en la prova de sabre per equips, mentre en la sabre individual quedà eliminat en sèries.
En el seu palmarès també destaquen tres medalles al Campionat del món d'esgrima, dues de plata i una de bronze, entre les edicions de 1974 i 1977. A les Universíades guanyà tres medalles, una d'or i dues de bronze, entre les edicions de 1973 i 1977.